# Emanuel Mabathoana
Emanuel Mabathoana OMI (ur. 29 grudnia 1904 w Mafiken, zm. 20 września 1966) – sotyjski duchowny rzymskokatolicki, pierwszy sotyjski biskup, ordynariusz Leribe i Maseru.

## Biografia
Emanuel Mabathoana urodził się 29 grudnia 1904 w Mafiken w Basutolandzie. 28 czerwca 1934 otrzymał święcenia prezbiteriatu i został kapłanem Zgromadzenia Misjonarzy Oblatów Maryi Niepokalanej.
11 grudnia 1952 papież Pius XII mianował go biskupem Leribe. 25 marca 1953 przyjął sakrę biskupią z rąk biskupa Maseru Josepha Delphisa Des Rosiersa OMI. Współkonsekratorami byli biskup Johannesburga William Patrick Whelan OMI oraz biskup Bethlehem Peter Kelleter CSSp.
3 stycznia 1961 papież Jan XXIII mianował go arcybiskupem Maseru. Był pierwszym Sotyjczykiem na tej katedrze. Jako ojciec soborowy wziął udział w soborze watykańskim II. Zmarł 20 września 1966.